# May Whitty
Dame May Whitty, all'anagrafe Mary Louise Whitty (Liverpool, 19 giugno 1865 – Los Angeles, 29 maggio 1948), è stata un'attrice britannica.

## Biografia
Era la figlia di  William Alfred Whitty, proprietario di un giornale, il Liverpool Daily Post, eredità del nonno Michael James Whitty, e di Mary Louisa Ashton.
Eminente attrice teatrale, May Whitty esordì sul palcoscenico nel 1882 e al cinema nel 1914. Fu candidata due volte all'Oscar come migliore attrice non protagonista, per Notturno tragico (1937) di Richard Thorpe e La signora Miniver (1942) di William Wyler, senza vincerlo. 
Si ricorda inoltre la sua partecipazione a due film diretti da Alfred Hitchcock, La signora scompare (1938) e Il sospetto (1941).
Dal matrimonio con l'attore Ben Webster, ebbe la figlia Margaret, nata nel 1905 e divenuta attrice e regista.
Morì di cancro nel 1948, all'età di 82 anni.

## Filmografia parziale
- Charlot a teatro (A Night in the Show), regia di Charlie Chaplin, Ernest Van Pelt (1915)
- Notturno tragico (Night Must Fall), regia di Richard Thorpe (1937)
- La tredicesima sedia (The Thirteenth Chair), regia di George B. Seitz (1937)
- Maria Walewska (Conquest), regia di Clarence Brown (1937)
- Ho ritrovato il mio amore (I Met My Love Again), regia di Joshua Logan, Arthur Ripley (1938)
- La signora scompare (The Lady Vanishes), regia di Alfred Hitchcock (1938)
- Raffles, regia di Sam Wood (1939)
- Una notte a Lisbona (One Night in Lisbon), regia di Edward H. Griffith (1941)
- Il sospetto (Suspicion), regia di Alfred Hitchcock (1941)
- Sparvieri di fuoco (Thunder Birds), regia di William A. Wellman (1942)
- Per sempre e un giorno ancora (Forever and a Day), regia di Edmund Goulding, Cedric Hardwicke (1943)
- La signora Miniver (Mrs. Miniver), regia di William Wyler (1942)
- La fortuna è bionda (Slightly Dangerous), regia di Wesley Ruggles (1943)
- Agguato sul fondo (Crash Dive), regia di Archie L. Mayo (1943)
- Il fiore che non colsi (The Constant Nymph), regia di Edmund Goulding (1943)
- La taverna delle stelle (Stage Door Canteen), regia di Frank Borzage (1943)
- Torna a casa, Lassie! (Lassie Come Home), regia di Fred M. Wilcox (1943)
- Il carnevale della vita (Flesh and Fantasy), regia di Julien Duvivier (1943)
- Madame Curie, regia di Mervyn LeRoy (1943)
- Angoscia (Gaslight), regia di George Cukor (1944)
- Le bianche scogliere di Dover (The White Cliffs of Dover), regia di Clarence Brown (1944)
- Mi chiamo Giulia Ross (My Name Is Julia Ross), regia di Joseph H. Lewis (1945)
- Appassionatamente (Devotion), regia di Curtis Bernhardt (1946)
- Il delfino verde (Green Dolphin Street), regia di Victor Saville (1947)
- Ti avrò per sempre (This Time for Keeps) di Richard Thorpe (1947)
- Peccatori senza peccato (If Winter Comes), regia di Victor Saville (1947)
- Il segno del capricorno (The Sign of the Ram), regia di John Sturges (1948)
- Richiamo d'ottobre (The Return of October), regia di Joseph H. Lewis (1948)

## Doppiatrici italiane
Nelle versioni in italiano delle opere in cui ha recitato, May Whitty è stata doppiata da:
- Giovanna Cigoli in La fortuna è bionda, Agguato sul fondo, Il fiore che non colsi, Torna a casa, Lassie!, Le bianche scogliere di Dover, Il delfino verde, Ti avrò per sempre
- Lola Braccini in Sparvieri di fuoco, Il carnevale della vita, Mi chiamo Giulia Ross
- Franca Dominici in Maria Walewska (riedizione dopoguerra), La signora scompare (doppiaggio tardivo)
- Lydia Simoneschi in Raffles (ridoppiaggio 1973), Torna a casa, Lassie! (ridoppiaggio 1975)
- Anita Farra in Il sospetto
- Velia Cruicchi Galvani in La signora Miniver
- Gabriella Genta in Angoscia (ridoppiaggio 1980)
- Anna Miserocchi in Maria Walewska (ridoppiaggio 1983)

## Riconoscimenti
- Premi Oscar 1938 – Candidatura all'Oscar alla miglior attrice non protagonista per Notturno tragico
- Premi Oscar 1943 – Candidatura all'Oscar alla miglior attrice non protagonista per La signora Miniver